# 高奉助
高 奉助 (コ・ボンジョ、韓：고봉조、2002年2月15日 - ) は、韓国のプロサッカー選手。Jリーグ・カターレ富山。ポジションはゴールキーパー。

## 来歴

### サガン鳥栖
2022年12月29日、J1リーグに所属しているサガン鳥栖に加入。プロ1年目の2023年は出場機会がなかった。

### ヴァンフォーレ甲府
2024年シーズン途中、J2リーグに所属しているヴァンフォーレ甲府がGKに複数の負傷離脱者が発生したことを受け、登録ウインドーの例外の適用をJリーグに申請。同規則の適用が承認されたことを受け、高を期限付き移籍で獲得した。
2024年5月6日に行われたJ2第14節 ブラウブリッツ秋田戦にてプロデビューを果たした。
2024年7月8日にもともとサガン鳥栖に戻る予定だったが、7月7日にヴァンフォーレ甲府との期限付き移籍を延長することを発表した。

### カターレ富山
2025年1月5日、カターレ富山への期限付き移籍が発表された。

## 所属クラブ
- 済州西初等学校
- 済州中学校
- 東高等学校
- 龍仁大学校
- 2023年 -  サガン鳥栖
  - 2024年  ヴァンフォーレ甲府 (期限付き移籍)
  - 2025年 -  カターレ富山 (期限付き移籍)

## 個人成績
| 国内大会個人成績 | 国内大会個人成績 | 国内大会個人成績 | 国内大会個人成績 | 国内大会個人成績 | 国内大会個人成績 | 国内大会個人成績 | 国内大会個人成績 | 国内大会個人成績 | 国内大会個人成績 | 国内大会個人成績 | 国内大会個人成績 |
| 年度             | クラブ           | 背番号           | リーグ           | リーグ戦         | リーグ戦         | リーグ杯         | リーグ杯         | オープン杯       | オープン杯       | 期間通算         | 期間通算         |
| 年度             | クラブ           | 背番号           | リーグ           | 出場             | 得点             | 出場             | 得点             | 出場             | 得点             | 出場             | 得点             |
| 日本             | 日本             | 日本             | 日本             | リーグ戦         | リーグ戦         | リーグ杯         | リーグ杯         | 天皇杯           | 天皇杯           | 期間通算         | 期間通算         |
| ---------------- | ---------------- | ---------------- | ---------------- | ---------------- | ---------------- | ---------------- | ---------------- | ---------------- | ---------------- | ---------------- | ---------------- |
| 2023             | 鳥栖             | 12               | J1               | 0                | 0                | 0                | 0                | 0                | 0                | 0                | 0                |
| 2024             | 甲府             | 32               | J2               | 8                | 0                | 0                | 0                | 1                | 0                | 9                | 0                |
| 通算             | 日本             | 日本             | J1               | 0                | 0                | 0                | 0                | 0                | 0                | 0                | 0                |
| 通算             | 日本             | 日本             | J2               | 8                | 0                | 0                | 0                | 1                | 0                | 9                | 0                |
| 総通算           | 総通算           | 総通算           | 総通算           | 8                | 0                | 0                | 0                | 1                | 0                | 9                | 0                |

- Jリーグ初出場 - 2024年5月6日 J2第14節 ブラウブリッツ秋田戦 (ソユースタジアム)